# Годжур (Сарпинский район)
Го́джур (калм. Һооҗур — ручей) — сельский населённый пункт в Сарпинском районе Калмыкии, входит в состав Кировского сельского муниципального образования.

## География
Посёлок находится в пределах Ергенинской возвышенности в месте слияния балок Селян и Хоменкова в 5,6 километрах (по просёлочной дороге) к юго-юго-западу от посёлка Кировский (центр СМО), в 14 километрах к югу от села Садовое, в 10 километрах (по просёлочной дороге) к северу от села Обильное.

## История
Посёлок первоначально назывался Аршань-Годжур (калм. Аршан Һооҗур — освящённый ручей). После депортации калмыков в декабре 1943 года значился в документах как хутор Песчаный, а также под историческим названием Аршань-Годжур. Впоследствии слово «Аршань» в названии отпало.

## Население
| 2002 | 2010 |
| ---- | ---- |
| 205  | ↘122 |

Национальный состав
Согласно результатам переписи 2002 года большинство населения посёлка составляли калмыки (49 %) и русские (34 %)

## Социальная сфера
В посёлке Годжур расположено государственное социальное учреждение «Сарпинский психоневрологический дом-интернат» (СПНДИ) на 300 мест.

## Достопримечательности
Посёлок окружает Байрачный лес — памятник природы республиканского значения.